# Parnassius phoebus
La farfalla febo (Parnassius phoebus Prunner, 1798) è un lepidottero diurno appartenente alla famiglia Papilionidae, diffuso in Eurasia e Nordamerica.
È una delle tre specie appartenenti al genere Parnassius presenti in Italia.

## Etimologia
L'epiteto specifico di Parnassius phoebus è un epiteto del dio Apollo, che deriva dal termine φοῖβος (phoibos), "splendente", "luminoso", "puro"; mentre il nome, Parnassius, significa proprio "di Apollo" o "delle muse".

## Descrizione

### Adulto
La farfalla febo presenta un leggerissimo dimorfismo sessuale, in quanto le ali posteriori del maschio possiedono due macchie rosse bordate di nero e quelle anteriori con una sola macchia rossa e tre nere, mentre nella femmina i disegni sono più sviluppati: le macchie rosse nelle ali anteriori sono spesso tre e centralmente hanno, a volte, del bianco; nelle ali anteriori le macchie nere sono quattro e, inoltre, sono cosparse di macchioline e sfumature di grigio, molto meno evidenti nel maschio; entrambi hanno un colore di fondo bianco e l'estremità delle ali spesso con assenza di scaglie; le caratteristiche delle ali, comunque, variano molto di sottospecie in sottospecie.

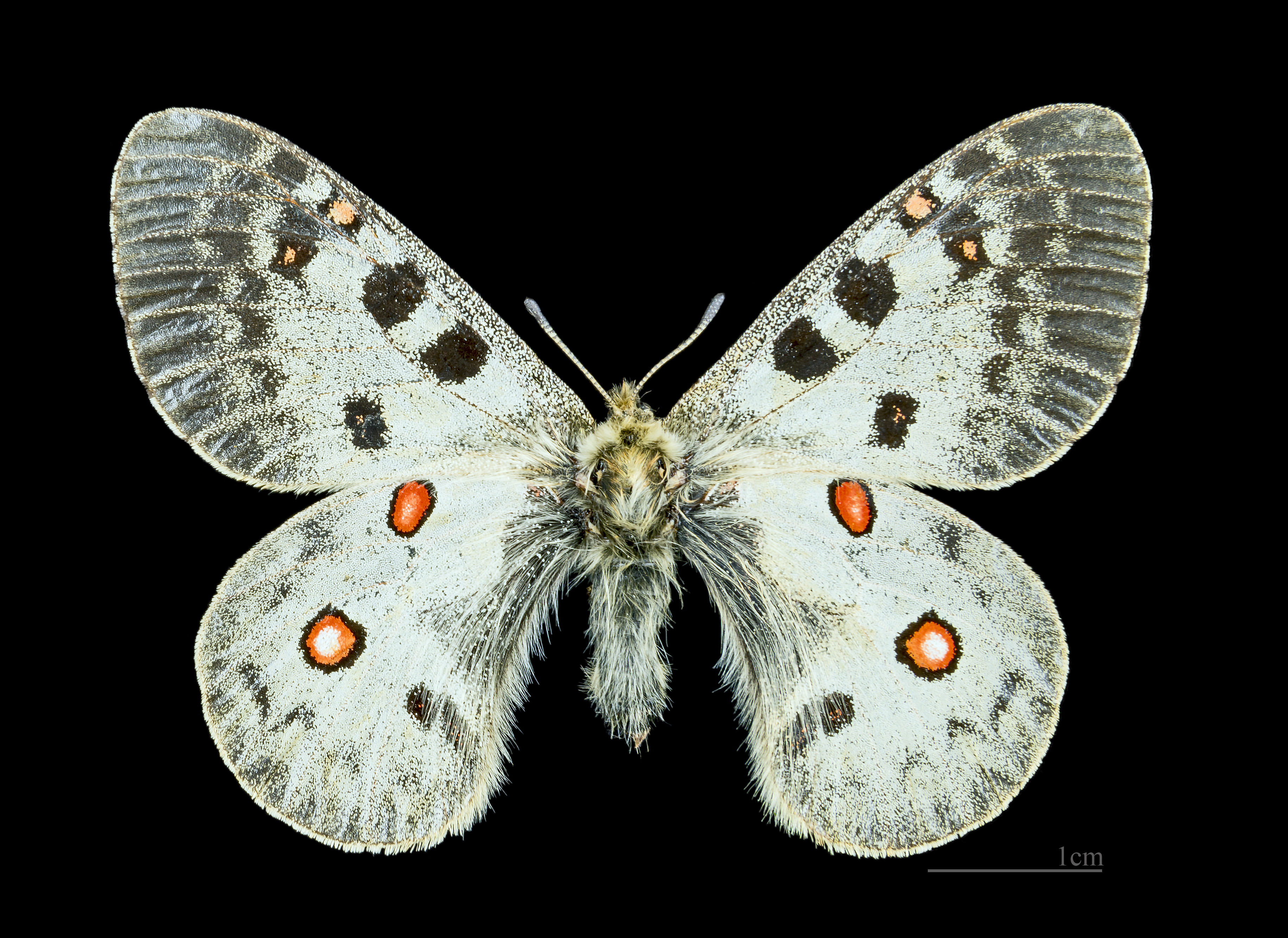
♀
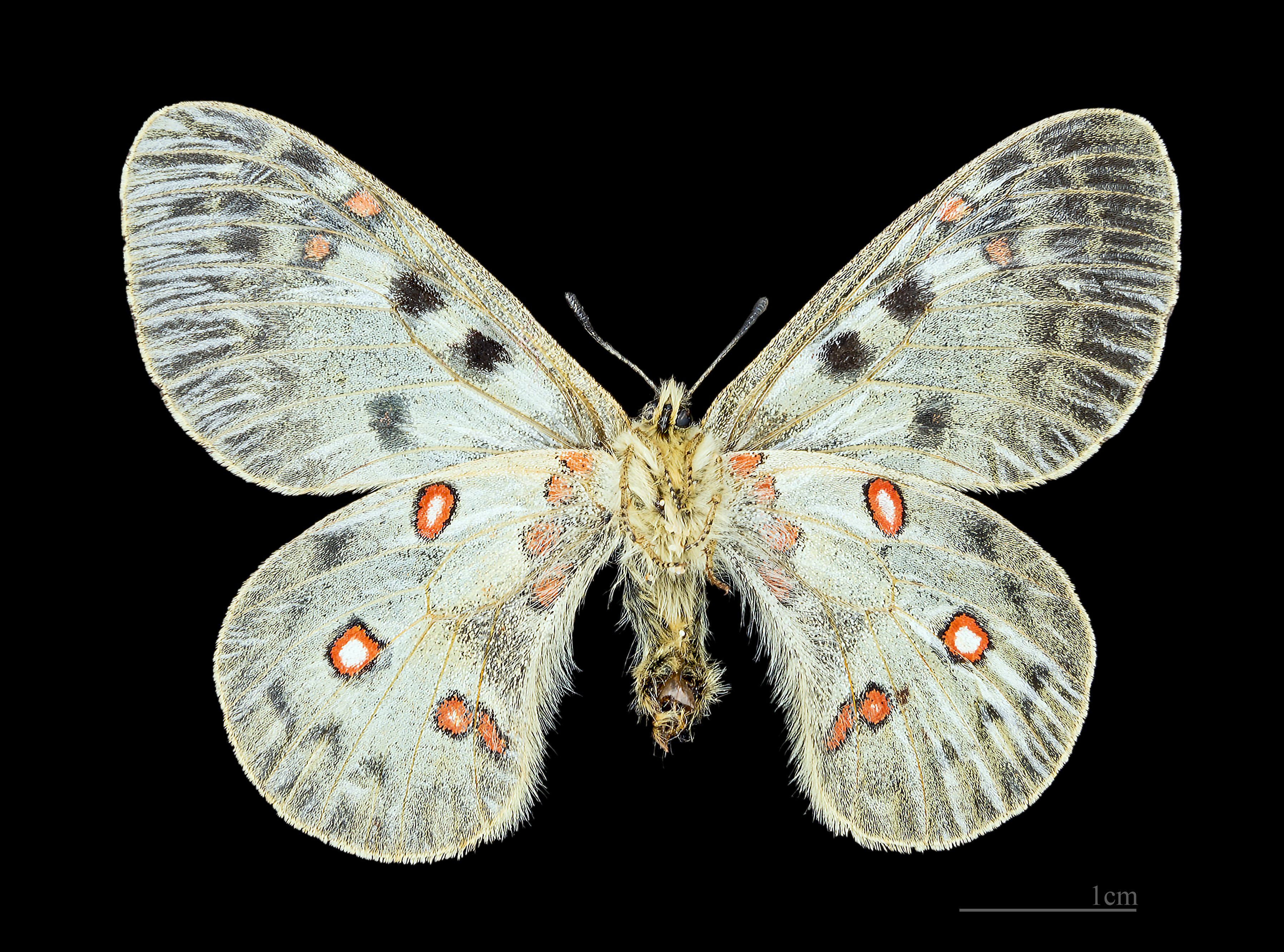
♀
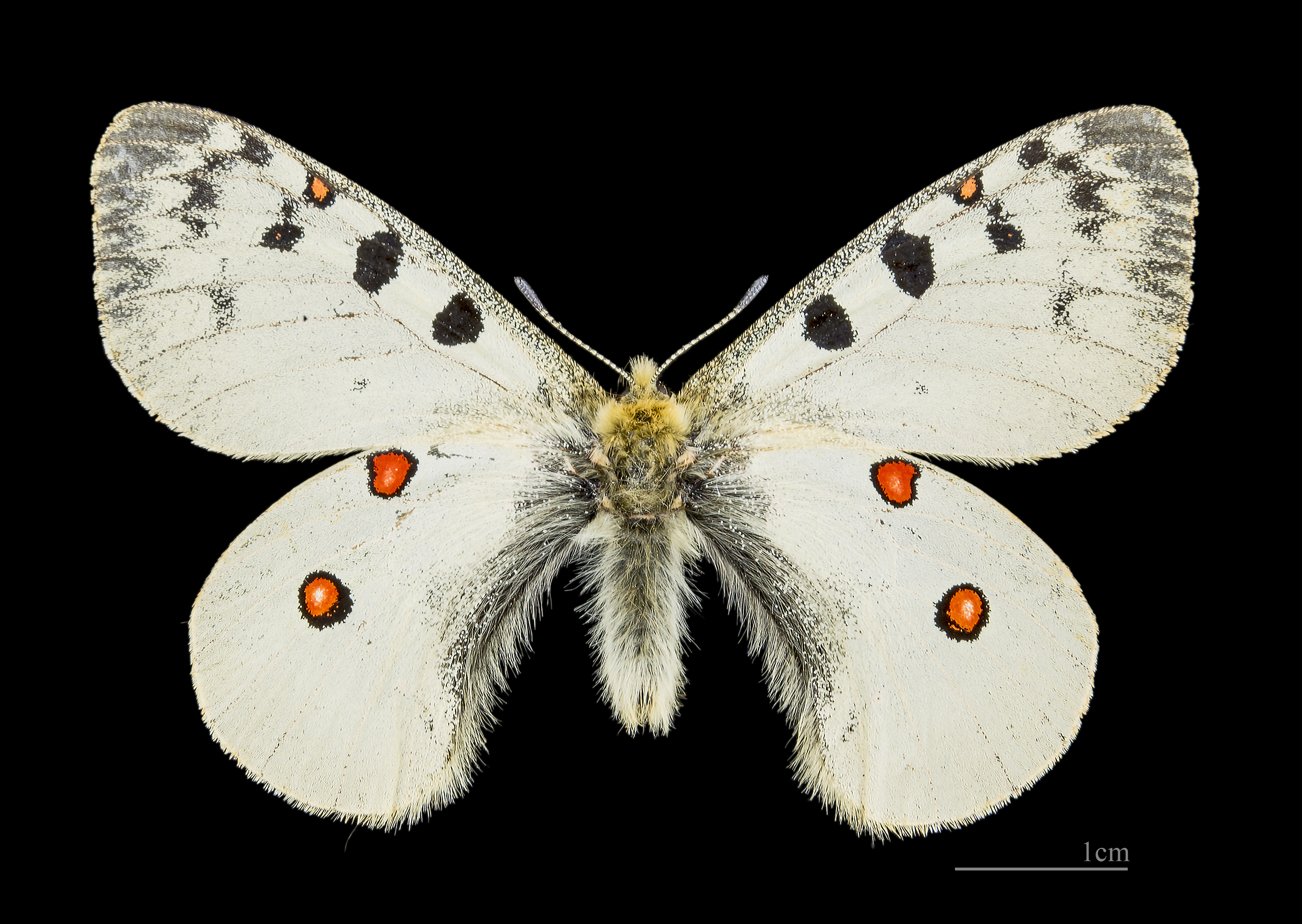
♂
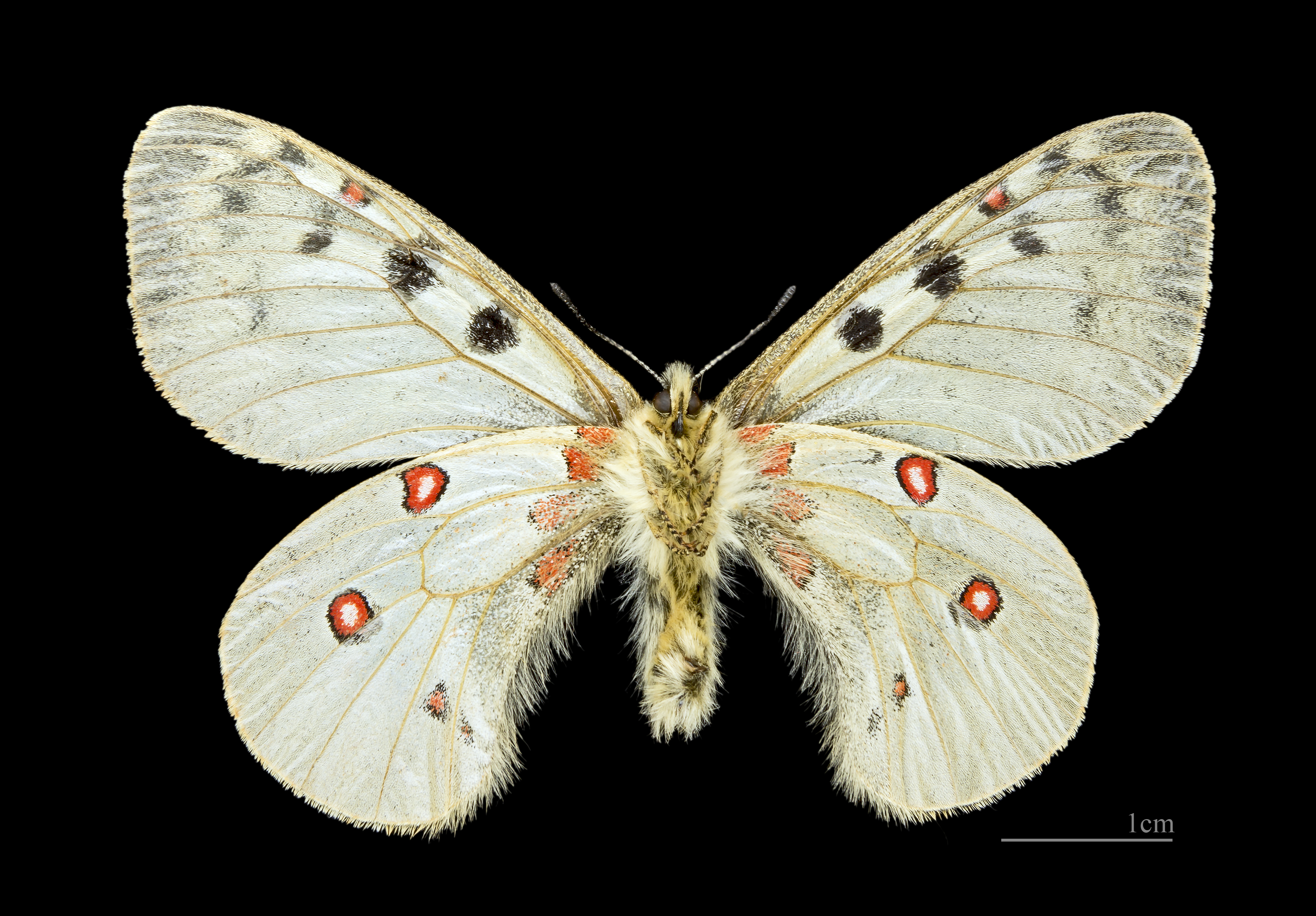
♂

### Larva
La larva è nera a macchie che vanno dal giallo al rosso.

## Specie simili
Questa farfalla è molto simile a Parnassius apollo, dalla quale si distingue, oltre che per l'areale, che in Europa si limita alle Alpi per la farfalla febo, per il funicolo antennale, che in Parnassius phoebus è anellato di bianco-nero/grigiastro, mentre nella farfalla apollo è grigio chiaro-bianco, colori che, ad occhio nudo, possono risultare pressoché omogenei.
Nel 2014, è stata condotta una ricerca dall'ICZN che ha provato che non esiste differenza molecolare tra P. phoebus e altre vecchie specie come P. smintheus, delle Montagne Rocciose, P. cardinalis, della bassa Svizzera o P. sacerdos, tipica dell'Engadina; per cui queste ed altre vecchie specie sono state unite in un'unica specie, già descritta in precedenza da Brunner, ma considerata per molto tempo non valida per poi diventare ufficiale; con questa ricerca sono stati risolti molti dibattiti e confusioni, e ora le vecchie specie sono diventate sottospecie.

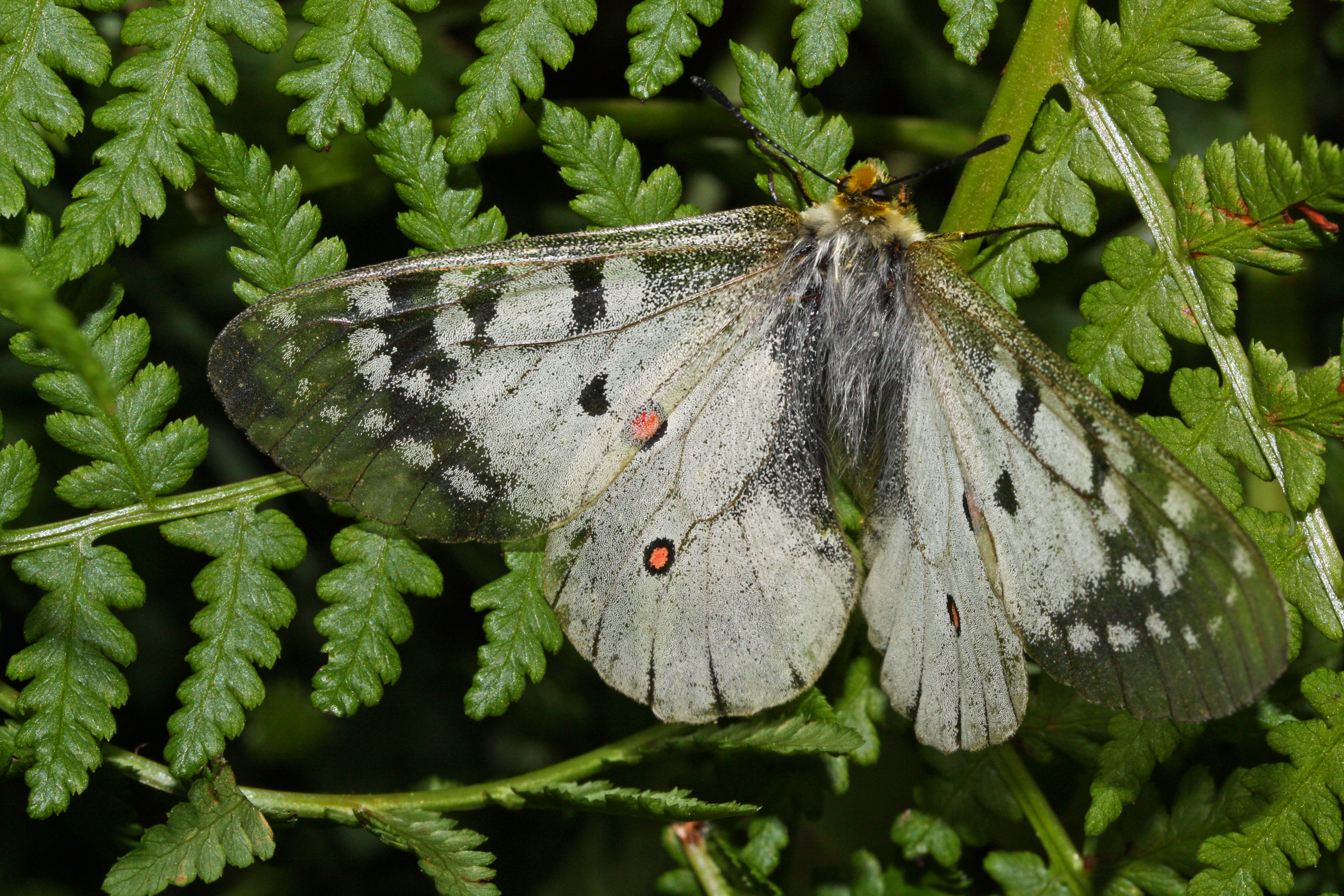
Parnassius phoebus smintheus

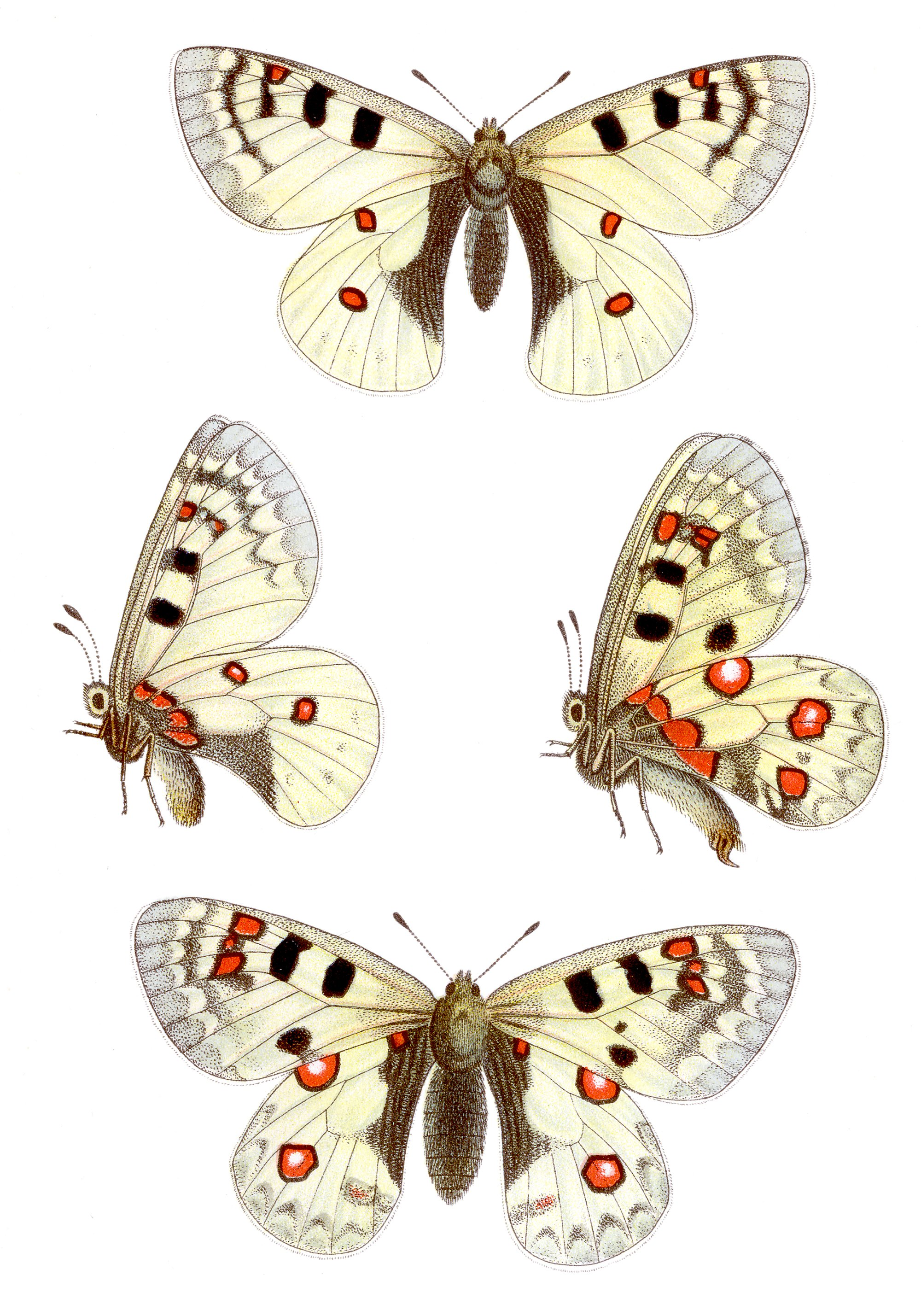
Illustrazione di Parnassius phoebus sacerdos

## Biologia
Si tratta di una specie univoltina: la si può incontrare da fine giugno a fine agosto, con variazioni a seconda della località.

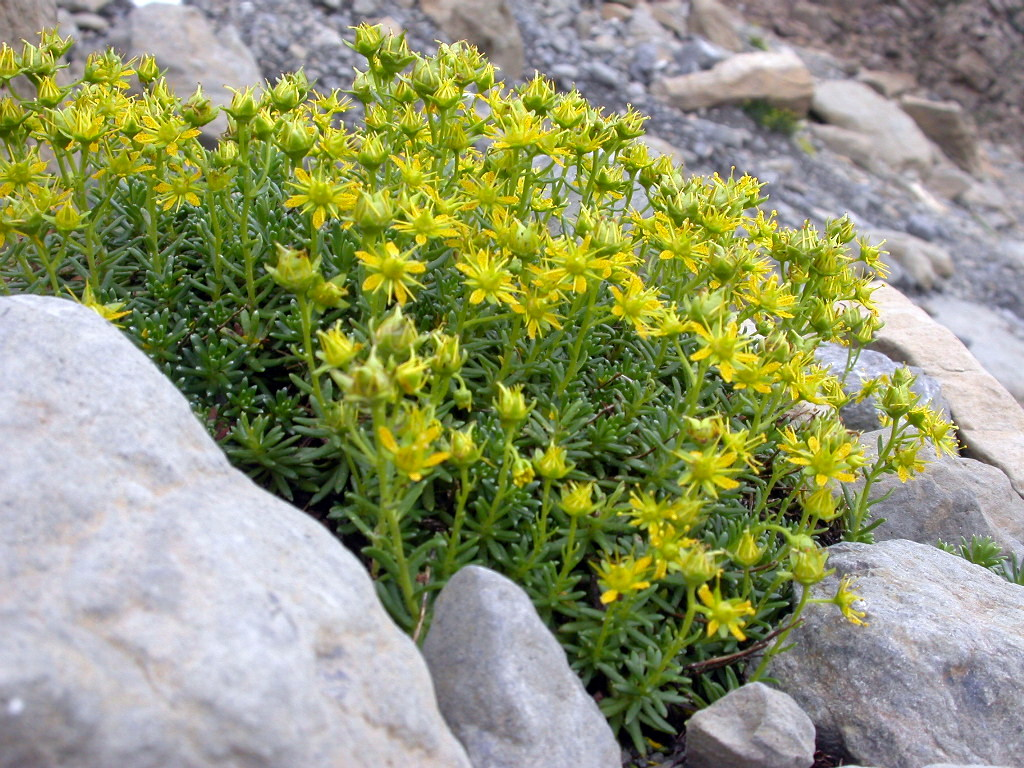
Saxifraga aizoides

La larva nelle Alpi si nutre di Saxifraga, in particolare Saxifraga aizoides e in Nord America si nutre di piante del genere Sedum e altre Crassulaceae; In cattività, però, la larva sembra rifiutare la Saxifraga aizoides, bisognerebbe quindi verificare il fatto che le larve europee non si nutrano di Sedum.
In ogni caso l'adulto tende a deporre le uova non sulla pianta alimentare della larva, ma in prossimità di essa, su tronchi, vegetazione viva o morta, pietre, muschi e addirittura per terra. La larva successivamente si impupa nel terriccio sottostante la sua pianta alimentare o nel muschio.

## Distribuzione e habitat
Ha un areale eccezionalmente discontinuo, dovuto all'isolamento successivo all'ultima era glaciale: si trova dalle Alpi marittime all'alta Savoia, il Trentino-Alto Adige e tutto il Tirolo e la Svizzera, e poi dagli Urali al Kamchatka (Siberia, Yakutia, Magadan), gli Altai, il Tien Shan, la Mongolia e le Montagne Rocciose fino allo Utah e il New Mexico.
La si trova in canali, valli umide e corsi d'acqua, quindi luoghi caratteristici delle piante di cui si nutre la larva, dai 1600 ai 2800 m d'altitudine, anche se generalmente dai 1800 ai 2200 m.

## Tassonomia
Segue la tassonomia delle sottospecie e delle varietà di P. phoebus
- Parnassius phoebus alpestris Verity, 1911
- Parnassius phoebus var. anna Stichel, 1907
- Parnassius phoebus aktashicus
- Parnassius phoebus alaskensis Eisner, 1956
- Parnassius phoebus altaica Ménétriés, 1859
- Parnassius phoebus amalthea Bryk & Eisner, 1935
- Parnassius phoebus ampliusmaculata Bryk, 1929
- Parnassius phoebus apricatus Stichel, 1906
- Parnassius phoebus var. aristion Fruhstorfer, 1923
- Parnassius phoebus var. astriotes Fruhstorfer, 1923
- Parnassius phoebus badmaevi Martynenko & Gluschenko, 2001
- Parnassius phoebus bajangolus Yakovlev, 2006
- Parnassius phoebus basimaculata Bryk & Eisner, 1935
- Parnassius phoebus behrii Edwards, 1870
- Parnassius phoebus biexcelsior Bryk & Eisner, 1935
- Parnassius phoebus var. blachieri Fruhstorfer, 1921
- Parnassius phoebus bulawskii
- Parnassius phoebus catullius Fruhstorfer, 1923
- Parnassius phoebus cardinalis Oberthür, 1891
- Parnassius phoebus var. casta Stichel, 1907
- Parnassius phoebus cerenus Martin, 1922
- Parnassius phoebus chingizid Yakovlev, 2006
- Parnassius phoebus var. confederationis Fruhstorfer, 1921
- Parnassius phoebus corybas Fischer De Waldheim, 1836
- Parnassius phoebus costalinigroocellata Bryk & Eisner, 1935
- Parnassius phoebus crocedominensis Nardelli & Sala, 1986
- Parnassius phoebus cubitalis Bryk & Eisner 1937
- Parnassius phoebus var. cutullius Fruhstorfer, 1923
- Parnassius phoebus dakotaensis Bryk & Eisner, 1935
- Parnassius phoebus discocircumcincta Eisner 1955
- Parnassius phoebus eisneri Bryk, 1928
- Parnassius phoebus elias Bryk, 1934
- Parnassius phoebus ernaeides Bryk & Eisner, 1937
- Parnassius phoebus ernestinae Bryk & Eisner, 1935
- Parnassius phoebus var. expectatus Fruhstorfer, 1921
- Parnassius phoebus fermata Bryk, 1921
- Parnassius phoebus festal Turati, 1932
- Parnassius phoebus flavomaculata Moltrecht, 1933
- Parnassius phoebus fortuna A Bang-Haas, 1912
- Parnassius phoebus var. gulschenkoi Iwamoto, 1997
- Parnassius phoebus gazelii Previel, 1936
- Parnassius phoebus golovinus Holland, 1930
- Parnassius phoebus grundi Bryk & Eisner, 1935
- Parnassius phoebus guppyi Wyatt, 1971
- Parnassius phoebus halasicus Huang & Murayama, 1992
- Parnassius phoebus hansi Bryk, 1945
- Parnassius phoebus hardwicki Kane, 1885
- Parnassius phoebus hermador dos Passos, 1964
- Parnassius phoebus hermadur Brown & Eff & Rotger, 1856
- Parnassius phoebus var. hermiston Fruhstorfer, 1922
- Parnassius phoebus herrichi Oberthür, 1891
- Parnassius phoebus hollandi Bryk & Eisner, 1935
- Parnassius phoebus intermedius Ménétriés,1849
- Parnassius phoebus intermedioides Storace, 1951
- Parnassius phoebus interpositus Herz, 1903
- Parnassius phoebus kamtchatica Ménétries, 1886
- Parnassius phoebus lessini Sala, 1996
- Parnassius phoebus leonhardi Rühl ,1892
- Parnassius phoebus leucostigma Austaut, 1912
- Parnassius phoebus magnus W G Wright, 1905
- Parnassius phoebus manitobaensis Bryk & Eisner, 1935
- Parnassius phoebus mariae Bryk, 1912
- Parnassius phoebus maximus Bryk & Eisner, 1937
- Parnassius phoebus melanica Verity, 1911
- Parnassius phoebus melanophorus Bryk, 1921
- Parnassius phoebus mendicus Stichel ,1907
- Parnassius phoebus minor Verity, 1907
- Parnassius phoebus minusculus Bryk,1912
- Parnassius phoebus montanulus Bryk & Eisner, 1931
- Parnassius phoebus montanus Ehrmann, 1918
- Parnassius phoebus muelleri Uffeln, 1920
- Parnassius phoebus nanus Neumoegen, 1890
- Parnassius phoebus nigerrimus Verity, 1907
- Parnassius phoebus nigrescens Wheeler 1903
- Parnassius phoebus nikolaii Asahi, Kohara, Kanda & Kawata, 1999
- Parnassius phoebus nox Bryk & Eisner, 1935
- Parnassius phoebus ocellata Verity, 1907
- Parnassius phoebus ochotskensis Bryk & Eisner, 1931
- Parnassius phoebus olympianus Burdick, 1941
- Parnassius phoebus orbifer Bryk & Eisner, 1935
- Parnassius phoebus var. palamedes Hemming, 1934
- Parnassius phoebus paradisiacus Turati, 1932
- Parnassius phoebus phoebus
- Parnassius phoebus pholus Barnes & Benjamin, 1926
- Parnassius phoebus plurimaculata Nitsche, 1913
- Parnassius phoebus polus Ehrmann, 1917
- Parnassius phoebus pseudocorybas Verity, 1907
- Parnassius phoebus pseudorotgeri Eisner, 1966
- Parnassius phoebus quincunx Bryk ,1915
- Parnassius phoebus reducta O. Bang-Haas, 1938
- Parnassius phoebus rocky Grum-Grshimallo ,1890
- Parnassius phoebus rotgeri Bang-Haas, 1938
- Parnassius phoebus rubina Wyatt, 1961
- Parnassius phoebus rückbeili Deckert, 1909
- Parnassius phoebus sacerdozi Fruhstorfer, 1906
- Parnassius phoebus sauricus Lukhtanov, 1999
- Parnassius phoebus savoieensis Eisner, 1957
- Parnassius phoebus sayii Edwards ,1863
- Parnassius phoebus sayii f. hermodur Edwards, 1881
- Parnassius phoebus sedakovi Ménétriés, 1850
- Parnassius phoebus var. serenus Fruhstorfer, 1921
- Parnassius phoebus smintheus Doubleday, 1847
- Parnassius phoebus sordellus Fruhstorfer, 1923
- Parnassius phoebus styriacus Fruhstorfer, 1851
- Parnassius phoebus sternitzki McDunnough, 1936
- Parnassius phoebus tersa Verity, 1947
- Parnassius phoebus tessinorum Fruhstorfer, 1921
- Parnassius phoebus tsenguun Churkin, 2003
- Parnassius phoebus uralensis Ménétriés, 1859
- Parnassius phoebus utahensis Rothschild, 1918
- Parnassius phoebus vaschenkoi Hirschfeld & Schäffler, 2004
- Parnassius phoebus velutus Martin, 1922
- Parnassius phoebus verity Ehrmann, 1918
- Parnassius phoebus veronicolus Martin, 1922
- Parnassius phoebus werschoturovi O. Bang-Haas, 1934
- Parnassius phoebus var. virginea Austaut, 1910
- Parnassius phoebus vorbrodti Bryk & Eisner, 1943
- Parnassius phoebus xanthus Ehrmann, 1918
- Parnassius phoebus yukonensis Eisner, 1969
- Parnassius phoebus zamolodtschikovi A. Belik, 1996